# 比索山

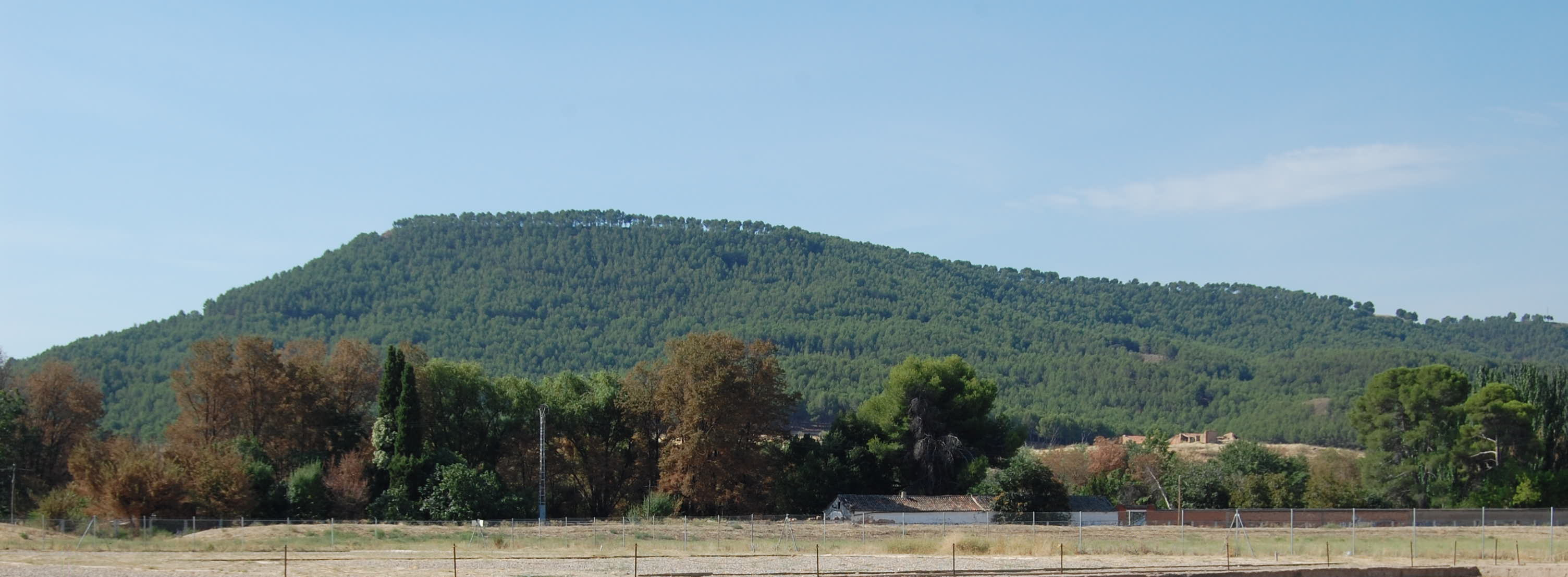

比索山是西班牙的山峰，位於該國中部馬德里自治區，處於埃納雷斯堡西南面，海拔高度784米，該山峰有有橡木、杏樹、橄欖樹等多種樹木生長。